# Lonesome (2022)
Lonesome ist ein Filmdrama von Craig Boreham, das im April 2022 beim Seattle International Film Festival Premiere feierte und im Januar 2023 in die deutschen Kinos kam.

## Handlung

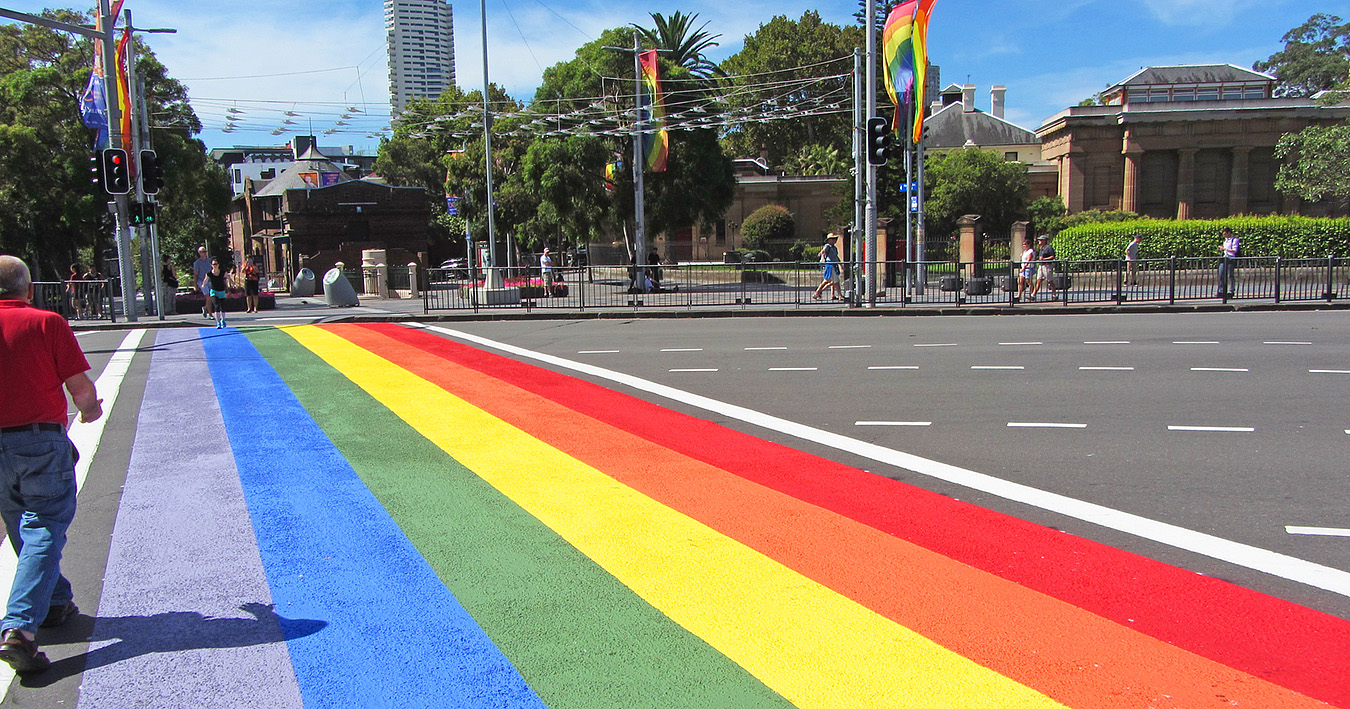
Auf der Suche nach Anschluss trampt der schwule Casey nach Sydney.

Casey stammt aus einer kleinen australischen Stadt. Der junge Mann ist schwul und macht sich per Anhalter durch das ländliche Australien auf den Weg Richtung Sydney, um der Engstirnigkeit seiner Heimat zu entfliehen, wo er sich zunehmend einsam gefühlt hat. Auf seinem Weg klaut er bei Zwischenstopps von anderen Gästen Alkohol in Clubs und hat mit Männern anonymen Sex auf den Parkplatztoiletten.
Als er es endlich nach Sydney geschafft hat, wo er mit seinem Cowboyhut und durch sein kleinstädtisches Auftreten auffällt, meldet er sich bei einer Dating-App an und wird heiß begehrt. Über diese lernt er den attraktiven Tib kennen.

## Produktion

### Filmstab
Regie führte Craig Boreham, der auch das Drehbuch schrieb. Sein Kurzfilm Transient feierte im Februar 2005 bei der Berlinale seine Premiere und war hier für den Teddy Award nominiert. Sein Spielfilmdebüt Teenage Kicks, mit Miles Szanto und Daniel Webber in den Hauptrollen, wurde 2016 bei dem Sydney Film Festival uraufgeführt. Der Guardian beschrieb ihn hiernach als „eine starke neue Stimme im australischen Queer-Kino“. Lonesome ist Borehams zweiter Spielfilm.

### Besetzung und Dreharbeiten
Josh Lavery, der in der Hauptrolle Casey spielt, gibt mit Lonesome sein Spielfilmdebüt, ebenso der sudanesisch-ägyptische Schauspieler Daniel Gabriel, der in der Rolle von Tib zu sehen ist.
Die Dreharbeiten wurden im Juni 2021 in Sydney begonnen. Als Kameramann fungierte Dean Francis, der vor seiner Arbeit für Lonesome überwiegend für Kurzfilme und Musikvideos tätig war.

### Veröffentlichung
Die weltweiten Rechte am Film sicherte sich der Berliner Filmverleih/vertrieb M-Appeal und stellte Lonesome im Februar 2022 beim European Film Market im Vorfeld der Internationalen Filmfestspiele Berlin vor. Die Premiere des Films erfolgte am 21. April 2022 beim Seattle International Film Festival. Ende April, Anfang Mai 2022 erfolgten Vorstellungen beim Outshine Film Festival. Ab Mitte Juni 2022 wurde er beim Sydney Film Festival und beim Festival Internacional de Cine en Guadalajara und im Juli 2022 beim Revolution Perth International Film Festival gezeigt. Ab Mitte Juli 2022 wurde er beim Outfest Los Angeles gezeigt. Im August 2022 wurde er beim Melbourne International Film Festival vorgestellt und im Oktober 2022 beim New York LGBTQ+ Film Festival NewFest und beim Iris Prize LGBTQ+ Film Festival. Die Rechte für Nordamerika sicherte sich Dark Star. Am 19. Januar 2023 kam der Film in die deutschen Kinos.

## Rezeption

### Altersfreigabe und Kritiken
In Deutschland erhielt der Film von der FSK keine Jugendfreigabe.
Von den bei Rotten Tomatoes aufgeführten Kritiken sind alle positiv bei einer durchschnittlichen Bewertung mit 7,1 von 10 möglichen Punkten.
Doris Kuhn vom Filmdienst schreibt, Lonesome erzähle eine Geschichte der Annäherung, weil Casey seine Erstarrung loswerde und Tib seine Fluchtreflexe erkenne, während sie sich gegenseitig finden und verlieren. Dass ihnen der Weg dorthin von stetem Sex geebnet werde, mache den Film manchmal langweilig. Formal jedoch werde das mit Craig Borehams Stilwillen überspielt, wenn der Regisseur die Figuren wie Pin-ups in kunstvolle Zweierpositionen arrangiert oder sie von Rückblenden in ländliche Poesie heimgesucht werden. Der Film habe eine annähernd pornografische Seite, weil die Kamera immer hinschaue und immer nahe auf den Körpern sei, egal ob es wild oder liebevoll, gewaltsam oder kinky zwischen den Männern zugeht.

### Auszeichnungen
Australian Academy of Cinema Television Arts Awards 2022
- Nominierung als Bester Indie-Film[17]

Australian Directors Guild Awards 2022
- Nominierung für die Beste Regie – Feature Film mit einem Budget unter 1 Million Dollar (Craig Boreham)[18]

Festival Internacional de Cine en Guadalajara
- Nominierung im Hauptwettbewerb[19]